# Budynek Wydziału Teologicznego Uniwersytetu Śląskiego
Budynek Wydziału Teologicznego Uniwersytetu Śląskiego – budynek naukowo-dydaktyczny znajdujący się przy ulicy Henryka Jordana 18 w Katowicach, na terenie dzielnicy Śródmieście. Został wzniesiony w latach 2002–2004 według projektu pracowni Stabil, wkomponowano go w istniejący kwartał zabudowy. Stanowi siedzibę Wydziału Teologicznego Uniwersytetu Śląskiego w Katowicach.

## Historia
Gmach jest siedzibą Wydziału Teologicznego Uniwersytetu Śląskiego w Katowicach, erygowanego kanonicznie 9 sierpnia 2000 roku. Sam budynek został wzniesiony w latach 2002–2004. Oddano go do użytku 12 października 2004 roku – został on wówczas poświęcony przez arcybiskupa katowickiego, ks. Damiana Zimonia i prefekta Kongregacji Wychowania Katolickiego, kard. Zenona Grocholewskiego. Swoją siedzibę znalazło wówczas 12 katedr, w których uczyło się 600 osób. Bezpośrednim inwestorem gmachu była Kuria Metropolitalna Archidiecezji Katowickiej.
Gmach został zaprojektowany przez architektów: Henryka Wilkosza, Jacka Kusia, Tadeusza Orzechowskiego i Jerzego Stysiala z pracowni Stabil, którzy zaprojektowali także siedzibę Wydziału Prawa i Administracji Uniwersytetu Śląskiego. Architekci we współpracy z katowicką Akademią Sztuk Pięknych wyposażyli budynek w indywidualne dla niego zaprojektowany system informacji wizualnej, który został wyróżniony w konkursie designu Śląska Rzecz w 2006 roku. Gmach zdobył także Grand Prix Wojewody Śląskiego i SARP za najlepszy budynek w województwie śląskim 2005 roku.

## Architektura

### Architektura zewnętrzna

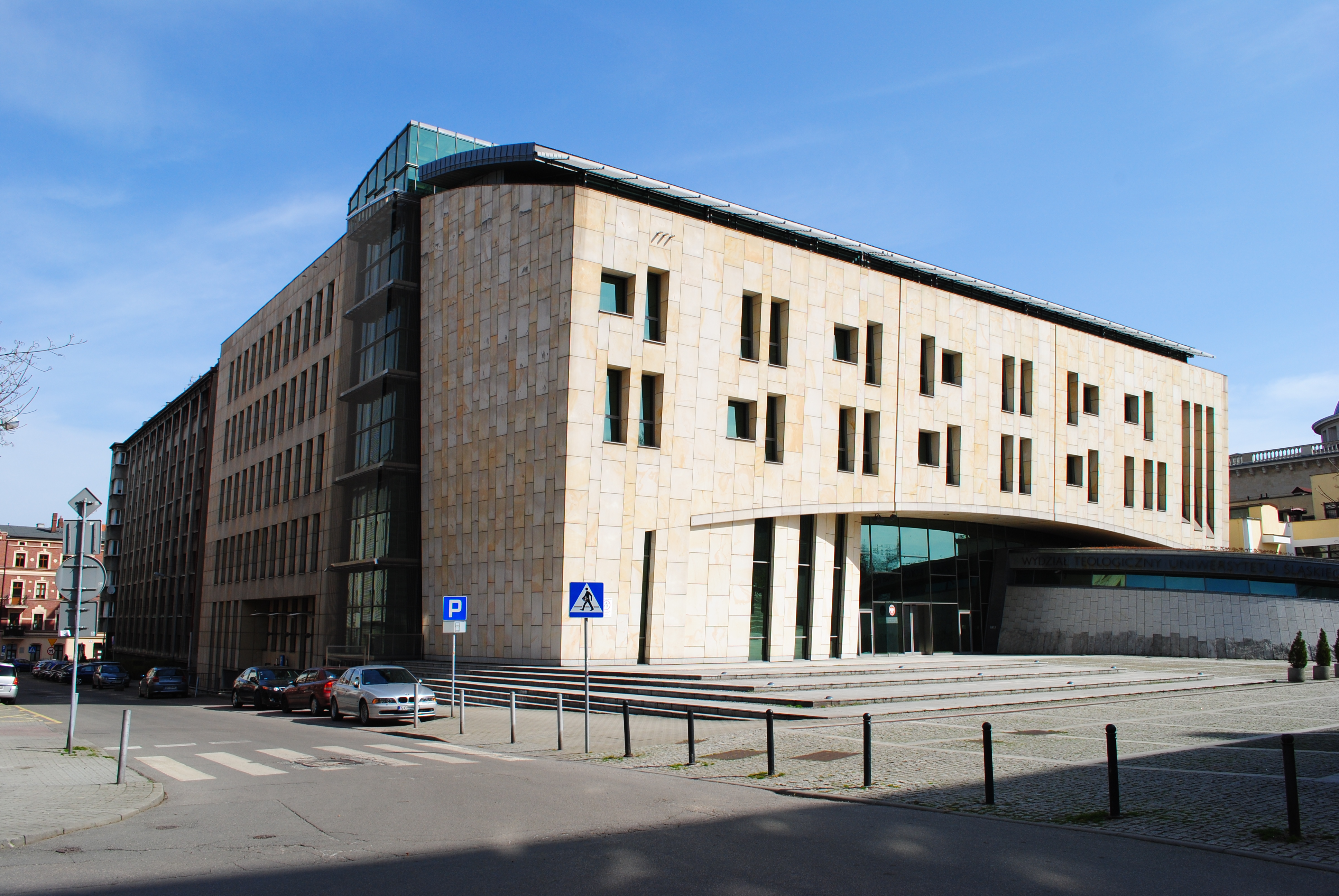
Gmach Wydziału Teologicznego od strony południowo-zachodniej (2021)

Budynek Wydziału Teologicznego Uniwersytetu Śląskiego położony jest przy ulicy Henryka Jordana 18 w Katowicach, na terenie dzielnicy Śródmieście i stanowi jego siedzibę. Wpisuje się w zespół urbanistyczny, którego dominantą jest archikatedra Chrystusa Króla. Lokalizacja gmachu w zabudowie kwartałowej miała wpływ na jego gabaryty; jego poszczególne skrzydła w miejscach styku z sąsiednimi budynkami dostosowano do ich gabarytów, a dzięki wycofaniu frontu zasadniczej części budynku przed wejściem do niego powstał plac.
Gmach wzniesiony jest w stylu neomodernistycznym, a swoim wyglądem zewnętrznym nawiązuje do skalnych wczesnochrześcijańskich eremów. W pochylonej fasadzie budynku od strony ulicy H. Jordana wycięto ogromny łuk, w którym znajduje się wejście. Powierzchnia całkowita budynku wynosi 16 796 m², powierzchnia użytkowa 4 038 m² (bądź 13 857 lub 17 400 m²), a kubatura 66 345 m³ (bądź 72 340 m³). Gmach liczy pięć kondygnacji nadziemnych, z czego ostatnie mają charakter techniczny.

### Architektura wnętrz i wyposażenie
Hol gmachu ma kształt trapezu i prowadzi do szatni, kaplicy, sali konferencyjnej, kawiarni, części komunikacyjnej i na wewnętrzny dziedziniec zaprojektowany w klimacie orientalnego ogrodu. Największa sala audytoryjna gmachu znajduje się po jednej stronie wejścia. Została założona na łuku i pokryto ją zielonym dachem. Po drugiej stronie wejścia zlokalizowana jest kaplica z unikalnymi elementami szklanymi. Na drugim piętrze znajdują się dwie sale wykładowe, sale konferencyjne i biura połączone przeszklonym korytarzem.
Komunikacja wewnątrz gmachu odbywa się trzema klatkami schodowymi, z których jedna służy tylko do ewakuacji. Znajdują się tutaj także trzy windy.
We wnętrzach zastosowano trzy rodzaje ścian: konstrukcyjne z nieotynkowanego betonu, ściany działowe fragmentarycznie wykonane jako szkieletowe i wykończone płytami fornirowanymi drewnem brzozowym oraz ściany z cegły klinkierowej. Korytarze wyposażono natomiast w drewniane, pofalowane ławki.
Pod gmachem znajduje się rozległy podziemny parking.